# 抹撚盡忠
抹撚盡忠（？—1215年10月28日），姓抹撚，本名彖多，也作永中。金朝将领，女真族。上京路（今黑龙江省哈尔滨市阿城区南）猛安人。
金世宗大定二十八年（1188年）中进士，为高阳（今河北省高阳县东）主簿等职。经监察评为廉洁，迁顺义军节度副使。入朝为翰林修撰。之后历任同知德昌军节度事，签北京按察司，滑州、恩州刺史。担任山东按察副使时，因虚报粮田丰收，被降职为虢州刺史，后来改任乾州刺史。泰和六年（1206年），抹撚盡忠随平章政事仆散揆攻南宋，为元帅右监军完颜充属下经历官。泰和八年（1208年），入为吏部郎中，后任中都按察使、西京按察使。蒙古帝国攻打金国时，他担任左副元帅兼西京留守。以保全西京之功，进官三阶，行省於西京。贞祐元年（1213年），进拜尚书左丞。贞祐二年（1214年），转任都元帅，封申国公。五月，金宣宗南迁汴梁（今河南省开封市），抹撚盡忠受命与右丞相完颜承晖留守中都（今北京市），为左副元帅。进拜平章政事，监修国史。蒙古大军来攻，中都危急，抹撚盡忠弃诸妃，自率姬妾弃城南奔，至南京（今河南省开封市），仍为平章政事。抹撚盡忠与术虎高琪素不和睦，有怨言，被尚书省诬告谋叛，以弃中都南奔之罪，被金宣宗诛杀。

## 延伸阅读
[在维基数据编辑]
 《金史·卷101》，出自脱脱《遼史》